# Raisins verts (Bible)
Pour les articles homonymes, voir Les Raisins verts.
Les Raisins verts (hébreu :בֹּ֫סֶר, bocer parfois traduit par : verjus) est une image de l'Ancien Testament, citée dans le livre d'Ézechiel et dans le livre de Jérémie, qui traite de la question de la responsabilité collective des anciennes génération, et de la possibilité du salut.

## Texte
« La parole de l'Éternel me fut adressée, en ces mots: Pourquoi dites-vous ce proverbe dans le pays d'Israël: Les pères ont mangé des raisins verts, et les dents des enfants en ont été agacées ? Je suis vivant ! dit le Seigneur, l'Éternel, vous n'aurez plus lieu de dire ce proverbe en Israël. Voici, toutes les âmes sont à moi; l'âme du fils comme l'âme du père, l'une et l'autre sont à moi; l'âme qui pèche, c'est celle qui mourra. L'homme qui est juste, qui pratique la droiture et la justice, qui ne mange pas sur les montagnes et ne lève pas les yeux vers les idoles de la maison d'Israël, qui ne déshonore pas la femme de son prochain et ne s'approche pas d'une femme pendant son impureté, qui n'opprime personne, qui rend au débiteur son gage, qui ne commet point de rapines, qui donne son pain à celui qui a faim et couvre d'un vêtement celui qui est nu, qui ne prête pas à intérêt et ne tire point d'usure, qui détourne sa main de l'iniquité et juge selon la vérité entre un homme et un autre, qui suit mes lois et observe mes ordonnances en agissant avec fidélité, celui-là est juste, il vivra, dit le Seigneur, l'Éternel. »

— Livre d'Ézechiel, chapitre 18, versets 1 à 9

« Alors plus personne ne répétera ce proverbe: “les parents ont mangé des raisins verts, mais ce sont les enfants qui ont mal aux dents.” En effet, si quelqu'un mange des raisins verts, c'est lui qui aura mal aux dents; chacun ne mourra que pour ses propres fautes. «Bientôt, déclare le Seigneur, je conclurai une alliance nouvelle avec le peuple d'Israël et le peuple de Juda. Elle ne sera pas comme celle que j'avais conclue avec leurs ancêtres, quand je les ai pris par la main pour les faire sortir d'Égypte. Celle-là, ils l'ont rompue, et pourtant c'est moi qui étais leur maître, dit le Seigneur. Mais voici en quoi consistera l'alliance que je conclurai avec le peuple d'Israël, déclare le Seigneur: j'inscrirai mes instructions non plus sur des tablettes de pierre, mais dans leur conscience; je les graverai dans leur cœur; je serai leur Dieu et ils seront mon peuple. Aucun d'eux n'aura plus besoin de s'adresser à ses compagnons, à ses frères, pour leur enseigner à me connaître, car tous me connaîtront, déclare le Seigneur, tous, du plus petit jusqu'au plus grand. En effet, je pardonnerai leurs torts, je ne me souviendrai plus de leurs fautes. »

— Livre de Jérémie, chapitre 131, versets 29 à 34
Traduction d'après la Bible Louis Segond.

## Analyse
Ce dicton hébreu se sert de cette métaphore pour exprimer le concept selon lequel la responsabilité des fautes retombait d’une génération à l’autre. Le Décalogue précisait en effet aussi que les fautes des pères tombent sur leurs fils pour trois ou quatre générations (Exode 20,5).
Écrivant à l'époque de l’exil à Babylone, Ézéchiel s'inscrit en faux contre cette notion. Pour lui, seul le coupable doit subir les conséquences de son geste. Interprétant l'exil est une punition de Dieu au péché des pères, il conserve l'espoir que leurs descendants pourront échapper à cette malédiction.
Un autre prophète de l’exil, Jérémie, utilise le même symbole des raisins verts pour présenter le même point de vue : « Chacun mourra pour son propre péché, et si quelqu’un mange du raisin vert, ses propres dents en seront rongés. » (Jr 31,30). Ce verset figure en têtes des trois chapitres portant sur la restauration du peuple de Dieu. Alors que l’exil était vu comme la conséquence des péchés collectifs, la polémique autour du symbole des raisins sûrs annonce la fin des rétributions collectives et ouvre la possibilité d’une nouvelle alliance.
Dans ses Commentaires sur le prophète Jérémie, saint Jérôme interprète les raisins verts, nuisibles à l'intégrité corporelle, comme une symbole des religions païennes, et le salut promis, comme l'avènement de la parole du Christ.
À l'époque moderne, ce dicton est utilisé pour exprimer l'idée que les individus peuvent pâtir des conséquences des erreurs commises par la génération précédente. Il est à rapprocher de l'expression populaire française : "Quand les parents boivent, les enfants trinquent".